# Heviosso
Vodun Heviosso – jinak též Hebiosso, případně Hevioso – je jeden z kultů západoafrického náboženství vodun s centrem v Beninu. Vodun Heviosso je božstvo bouře a blesku. Heviosso je vyznáván zejména v Beninu, dále v Togu a v Nigérii. Příbuzné kulty existují i v dalších zemích západní a střední Afriky, např. v nigerijském jorubském náboženství je znám jako oriša Šango. Heviosso tvoří početnou rodinu menších vodunů a přináleží do kategorie tzv. nebeských vodunů (dži-vodun). Smrt po zasažení bleskem je v západní Africe chápána jako trest. Heviosso je spravedlivý, trestá bez slitování. Lidé zabití bleskem nemohou mít běžný pohřeb. Ostatky bleskem zabitého člověka bývají rituálně spáleny, kosti uschovány. V některých regionech je tělo vystaveno před chrámem zasvěceným Heviossovi, kde je následně rozčtvrceno pro výstrahu ostatním. Zcela opačně je chápána událost, při níž člověk přežije zásah bleskem. Tím je označen za duchovně vyvoleného a považován za přímou inkarnaci vodun Heviossa.